# Sandra Bernhard
Sandra Bernhard (Flint, Michigan, 6 juni 1955) is een Amerikaanse comédienne, actrice, zangeres en schrijfster.

## Loopbaan
Bernhard werd bekend in de jaren tachtig met haar stand-upshow op Broadway, Without You I'm Nothing, die ook uitgebracht werd als film en album. In haar optredens combineert ze confronterende comedy, meestal politieke en seksuele satire, met zangnummers.
Ze heeft in een reeks films gespeeld, waaronder The King of Comedy en Hudson Hawk. Ook was ze te zien op televisie in onder meer Roseanne, The L Word, Will & Grace (als zichzelf) en Ally McBeal. Ze heeft verschillende albums met haar liveshows uitgebracht en drie boeken geschreven.
Bernhard is openlijk biseksueel. Haar relatie met Madonna in de jaren tachtig deed destijds veel stof opwaaien in de roddelpers. Bernhard was ook te zien in Madonna's documentairefilm Madonna: Truth or Dare, in Europa uitgebracht onder de naam In Bed with Madonna.

## Films
- Shogun Assassin (1980) (stem)
- Nice Dreams (1981)
- The King of Comedy (1982)
- The House of God (1984)
- Sesame Street Presents: Follow That Bird (1985)
- The Whoopee Boys (1986) (onvermeld)
- Casual Sex? (1988)
- Track 29 (1988)
- Heavy Petting (1989)
- Without You I'm Nothing (1990)
- Madonna: Truth or Dare (1991)
- Hudson Hawk (1991)
- Inside Monkey Zetterland (1992)
- Sandra Bernhard: Confessions of a Pretty Lady (1994)
- Dallas Doll (1994)
- Unzipped (1995)
- A Hundred and One Nights of Simon Cinema (1995)
- The Reggae Movie (1995)
- Catwalk (1996)
- Museum of Love (1996)
- The Apocalypse (1997)
- Plump Fiction (1997)
- One Hell of a Guy (1998) (stem)
- Exposé (1998)
- An Alan Smithee Film: Burn Hollywood Burn (1998)
- Somewhere in the City (1998)
- Wrongfully Accused (1998)
- I Woke Up Early the Day I Died (1998)
- Hercules: Zero to Hero (1999) (stem)
- Playing Mona Lisa (2000)
- Dinner Rush (2000)
- The Third Date (2003)
- The N-Word (2004)
- The Easter Egg Adventure (2004) (stem)
- Searching for Bobby D (2005)
- Twenty Dollar Drinks (2006)

## Albums
- I'm Your Woman
- Without You I'm Nothing
- Excuses For Bad Behavior (Part One)
- I'm Still Here... Damn It!
- The Love Machine
- Hero Worship
- Excuses for Bad Behavior (Part Two)
- The Love Machine Remastered
- Giving Til it Hurts
- Gems of Mystery
- Everything Bad & Beautiful
- Live and Beautiful

## Singles
- Everybody's Young (7" promosingle)
- You Make Me Feel (Mighty Real)
- Manic Superstar (promo-cd-single)
- Phone Sex (Do You Want Me Tonight?)
- On the Runway

## Boeken
- Confessions of a Pretty Lady
- May I Kiss You on the Lips, Miss Sandra
- Love, Love and Love